# Трасивулос (футбольный клуб)
Трасивулос Фили  (греч. Α.Ο. Θρασύβουλος Φυλής) — греческий футбольный клуб из города Фили. Домашние матчи команда проводит на муниципальном стадионе Фили, вмещающем около 4 000 зрителей. Датой основания клуба принято считать 1938 год. Клуб был назван в честь Фрасибула, древнегреческого афинского государственного деятеля и полководца времён Пелопоннесской войны (431—404 гг. до н. э.).
Большую часть своего существования клуб провёл на местном любительском уровне, выступая в различных дивизионах региональной Афинской футбольной клубной ассоциации. Подъём клуба в иерархии греческого футбола начался с сезона 1998/99, в котором клуб впервые играл в Дельта Этники, четвёртой лиге в системе футбольных лиг Греции. В сезоне 2002/03 «Трасивулос» дебютирует в Гамма Этники, а ещё через 3 года — в Бета Этники (2005/06). 
В первом же своём сезоне в Бета Этники клуб занимает 4-е место, уступив всего 1 очко получившей повышение в элиту греческого футбола команде «Арис» из Салоник. Следующий чемпионат «Трасивулос» провёл в роли крепкого середняка Бета Этники, расположившись в результате в 12 очках от зоны повышения и в 11 — от зоны вылета. По итогам же сезона 2007/08 клуб празднует историческое достижение, завоевав 2-е место и выход в Суперлигу. 
Однако в элите греческого футбола «Трасивулос» не задержался, набрав всего 14 очков по итогам чемпионата 2008/09 и отстав от спасительного 13-го места на 18 баллов. «Трасивулос» праздновал всего 3 победы в Суперлиге, при этом 2 из них были добыты в гостях на острове Крит во встречах против «ОФИ» (3:1) и «Эрготелиса» (2:1), единственную домашнюю победу «Трасивулос» добыл в поединке с «Левадиакосом» (2:1). Вернувшись в Бета Этники клуб уже пребывал на протяжении последующих сезонов в нижней части таблицы, а в турнире 2012/13 годов «Трасивулос» был лишён в совокупности 9 очков из-за долгов перед бывшими своими футболистами и покинул второй эшелон в греческом футболе, заняв предпоследнее место. После чего клуб вернулся и вовсе на прежний свой любительский уровень, вновь выступая теперь в рамках Афинской футбольной клубной ассоциации.

## Известные игроки
В список включены игроки, значимые согласно ВП:ФУТ:
- Аггелос Комволидис
- Костас Манолас
- Александрос Цорвас
- Мехмет Хетемай